# 24328 Thomasburr
24328 Thomasburr este un asteroid din centura principală de asteroizi.

## Descriere
24328 Thomasburr este un asteroid din centura principală de asteroizi. A fost descoperit pe 4 ianuarie 2000 la Socorro, New Mexico, în cadrul proiectului LINEAR. Asteroidul prezintă o orbită caracterizată de o semiaxă mare de 2,28 ua, o excentricitate de 0,20 și o înclinație de 7,6° în raport cu ecliptica.